# Sonic Riders
 (juillet 2019).
Si vous disposez d'ouvrages ou d'articles de référence ou si vous connaissez des sites web de qualité traitant du thème abordé ici, merci de compléter l'article en donnant les références utiles à sa vérifiabilité et en les liant à la section « Notes et références ».
Sonic Riders est un jeu vidéo de course sur GameCube, PlayStation 2, PC et Xbox sorti le 17 mars 2006 en France. Le jeu a été développé par Sonic Team puis édité par Sega, il fait partie de la série Sonic. Le jeu a fait l'objet de deux suites intitulées Sonic Riders: Zero Gravity et Sonic Free Riders.

## Univers

### Trame
L'histoire de Sonic Riders est découpée en deux points de vue : celui de Sonic et ses amis et celui des Babylon Rogues.
Une nuit dans Metal City, Sonic et ses amis Tails et Knuckles se baladent en ville à la recherche d'une Chaos Emerald. Alors qu'ils étaient sur le point de la trouver, trois personnages sur des airboards surgissent d'une banque et s'emparent de l'émeraude. Sonic et ses amis décident de les poursuivre afin de la récupérer. Bien qu'ils réussissent à s'interposer sur leur chemin, les trois voleurs prennent la fuite avec l'émeraude.
Le lendemain, alors que Sonic se promène de nouveau en ville, il surprend une annonce du Dr. Eggman qui évoque une compétition, le « EX Grand Prix Mondial », sur airboards. Voyant que les trois voleurs de la veille, qui se prénomment Jet, Wave et Storm, les « Babylon Rogues », participent, Sonic et ses amis voient en cette compétition un moyen de prendre leur revanche et de récupérer l'émeraude, le prix à payer pour avoir le droit de s'inscrire étant d'une émeraude.
Après avoir enchaîné les victoires, Sonic et ses amis se dirigent vers le lieu de la dernière course de la compétition : le désert de Sand Ruins. Alors que Sonic est au coude-à-coude avec Jet, il tombe de sa planche à cause d'une tricherie de la part des Babylon Rogues et perd la course. Jet emporte ainsi la compétition et, à l'aide des sept émeraudes obtenues, fait apparaître la cité volante de Babylon Garden. Le Dr. Eggman surgit alors et s'empare des émeraudes, son plan étant de dérober le trésor perdu de Babylon Garden.
Une fois les deux histoires terminées, le joueur accède à la vraie fin du jeu, qui consiste à récupérer le trésor en vainquant le gardien de Babylon Garden.

### Personnages
Le jeu met en scène seize personnages, dont neuf sont à débloquer. Principalement issus de la série Sonic the Hedgehog, trois d'entre eux sont cependant tirés d'autres franchises de Sega.
Les personnages sont répartis en trois grands types conférant un avantage différent sur le circuit :
- Le type « Speed » peut emprunter certains rails pour glisser et gagner de la vitesse.
- Le type « Fly » peut voler à travers les anneaux d'accélération.
- Le type « Power » peut se frayer un chemin en brisant les obstacles sur le circuit.

| Type Speed              | Type Fly                    | Type Power               |
| ----------------------- | --------------------------- | ------------------------ |
| Sonic the Hedgehog      | Miles « Tails » Prower      | Knuckles the Echidna     |
| Jet the Hawk            | Wave the Swallow            | Storm the Albatross      |
| Shadow the Hedgehog     | Rouge the Bat               | Dr. Eggman               |
| Amy Rose                | Cream the Rabbit            |                          |
| E-10000R                |                             | E-10000G                 |
| Ulala (Space Channel 5) | Nights (Nights into Dreams) | AiAi (Super Monkey Ball) |

### Circuits
Le jeu comprend un total de seize circuits, dont onze sont à débloquer. Les circuits sont répartis en huit zones de deux circuits chacune, le deuxième d'entre eux étant une version alternative du premier :
- Metal City / Night Chase : le circuit se déroule dans une ville futuriste où la circulation dense génère des obstacles.
- Splash Canyon / Red Canyon: ce circuit dans la nature s'articule autour d'une rivière et de grandes cascades coulant le long de falaises abruptes.
- Egg Factory / Ice Factory : l'usine du Dr. Eggman dans laquelle les concurrents doivent slalomer entre les robots tant en faisant attention à ne pas tomber dans la lave. Dans sa version alternative, l'usine est recouverte de glace qui rend le sol glissant.
- Green Cave / White Cave : ce parcours prend place dans une caverne aux aspects de jungle habitée par des mille-pattes géants dont le joueur doit se servir pour progresser.
- Sand Ruins / Dark Desert : un vaste désert aux ruines mouvantes dans lesquelles de nombreux passages sont cachés.
- Babylon Garden / Sky Road : le joueur visite la cité volante des « Babylon Rogues », avec ses nombreuses zones de vide qui créent une véritable difficulté
- Digital Dimension / Babylon Guardian : un circuit qui prend place au cœur de la cité de Babylon Garden et propose de voyager entre trois dimensions différentes qui changent radicalement l'aspect du circuit. Sa version alternative met en scène le gardien du trésor convoité dans le mode Histoire et que le joueur doit vaincre en le rattrapant trois fois pour pouvoir remporter la course.
- Sega Carnival / Sega Illusion : ces circuits sont un véritable hommage aux différentes licences Sega. En effet, chaque partie de ces circuits est animée d'un décor inspiré d'une licence phare : Samba de Amigo, Billy Hatcher and the Giant Egg, Nights, Super Monkey Ball, Crazy Taxi, Space Channel 5 et ChuChu Rocket!. Des Opa-Opa de Fantasy Zone servent également d'obstacles.

Trois arènes sont également disponibles en mode Survie : Dual Tower, Snow Valley et Space Theater.
Enfin, certains circuits ont été repris et revisités dans des épisodes postérieurs de la série :
- Dans Sonic Free Riders : Metal City.
- Dans Sonic Racing: Crossworlds : White Cave.

## Système de jeu

### Modes de jeu
Le jeu dispose de plusieurs modes de jeu :
- Course libre, où le joueur peut choisir entre courir sur un circuit au choix, battre des records de temps en contre-la-montre ou s'élancer vers la coupe en remportant un Grand Prix.
- Histoire, qui se divise en deux points de vue : celui de Sonic et ses amis et celui des Babylon Rogues.
- Missions, dans lequel le joueur doit réaliser de petites tâches pour obtenir la victoire, comme gagner la course, renverser un certain nombre d'obstacles ou encore voler à travers le plus d'anneaux d'accélération possible.
- Équipe, qui est mode se joue à deux joueurs minimum dans lequel ils doivent se relayer sur le circuit chacun leur tour.
- Survie, où le joueur fait la course sur un circuit en essayant de conserver son émeraude ou combattre dans une des trois arènes du jeu.
- Magasin : le « black market » tenu par un Chao masqué qui propose d'acquérir contre un certain nombre de rings de nouveaux véhicules possédant des capacités différentes.

## Doublage
| Personnage                                    | Voix japonaise    | Voix anglaise    |
| --------------------------------------------- | ----------------- | ---------------- |
| Sonic the Hedgehog                            | Jun'ichi Kanemaru | Jason Griffith   |
| Miles "Tails" Prower                          | Ryo Hirohashi     | Amy Palant       |
| Knuckles the Echidna                          | Nobutoshi Canna   | Dan Green        |
| Amy Rose                                      | Taeko Kawata      | Lisa Ortiz       |
| Jet the Hawk                                  | Daisuke Kishio    | Jason Griffith   |
| Wave the Swallow Ordinateur de Babylon Garden | Chie Nakamura     | Bella Hudson     |
| Storm the Albatross                           | Kenji Nomura      | Dan Green        |
| Dr. Eggman                                    | Chikao Otsuka     | Mike Pollock     |
| Cream the Rabbit                              | Sayaka Aoki       | Rebecca Honig    |
| Rouge the Bat                                 | Rumi Ochiai       | Kathleen Delaney |
| Shadow the Hedgehog                           | Koji Yusa         | Jason Griffith   |
| Aiai                                          | Kaoru Morota      | Kaoru Morota     |
| Ulala                                         | Apollo Smile      | Apollo Smile     |
| E-10000G E-10000R                             | Daisuke Kishio    | Maddie Blaustein |
| Omochao                                       | Etsuko Kozakura   | Liza Jacqueline  |
| Gardien de Babylon Garden                     | Kenji Nomura      | Maddie Blaustein |

## Accueil

### Critiques
Le site de compilations de critiques Metacritic décerne des moyennes de 55/100 pour la version PlayStation 2, de 59/100 pour l'édition GameCube et de 56/100 pour la version Xbox, calculées respectivement sur quarante-et-unes, trente-deux et trente-trois critiques,,.